# Beina foliar

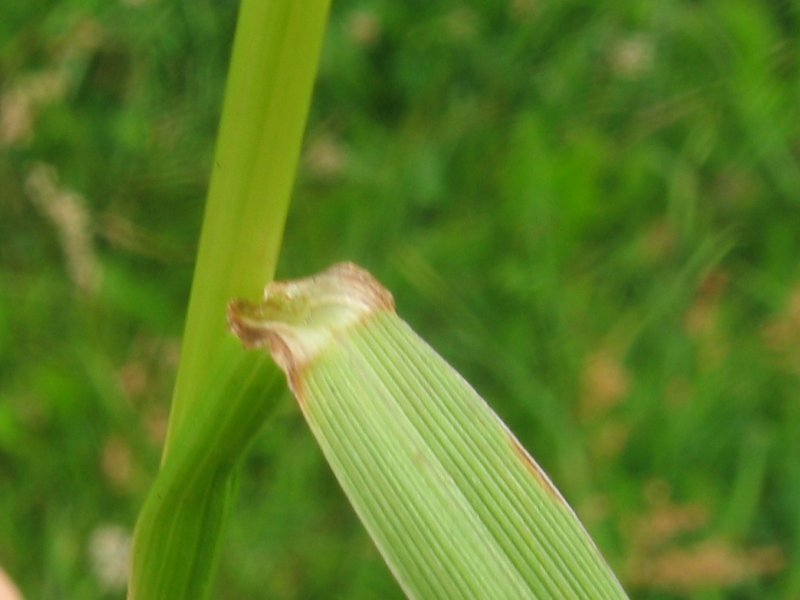
Làmina foliar -en primer pla- seguida de la beina foliar que envolta a la tija d'una planta de la gramínia Lolium multiflorum (Margall italià).

En botànica, la beina foliar és un eixamplament del pecíol o de la fulla que embolica la tija com passa a les gramínies i moltes apiàcies.
Pot envoltar a la tija molt clarament, com és el cas de la beina cilíndrica de les gramínies, o directament no existir. Algunes beines porten una prolongació membranosa a la part superior anomenada lígula.
En les gramínies, la beina foliar neix en un nus i embolica a la canya, on pot ser més curta o més llarga que el entrenús. Freqüentment la beina està dividida fins a la base, tot i que les seves vores se superposen on s'enrotllen al voltant de la canya, però en moltes espècies està parcialment o totalment soldada per les seves vores (com per exemple, en Bromus) i fins i tot la lígula pot formar un anell continu voltant de la canya, com passa a Melica i en algunes espècies de Poa. Les nervadures de la beina són nombroses i uniformes, si bé en espècies amb canyes comprimides les beines poden presentar una carena conspícua.